# Асвије
Асвије (фр. Assevillers) насеље је и општина у североисточној Француској у региону Пикардија, у департману Сома која припада префектури Перон.
По подацима из 2011. године у општини је живело 289 становника, а густина насељености је износила 52,83 становника/km². Општина се простире на површини од 5,47 km². Налази се на средњој надморској висини од 87 метара (максималној 84 m, а минималној 57 m).

## Демографија
| 1962. | 1968. | 1975. | 1982. | 1990. | 1999. | 2011. |
| ----- | ----- | ----- | ----- | ----- | ----- | ----- |
| 199   | 203   | 221   | 262   | 256   | 228   | 289   |

График промене броја становника у току последњих година